# Vaalserberg
Der Vaalserberg ist mit 322,4 m ü. NHN (Deutschland), 322,4 m NAP (Niederlande), bzw. mit 324,73 m O.P. (Belgien) die höchste natürliche Erhebung des europäischen Teils der Niederlande.

## Geographie
Über den Berg verlaufen die Staatsgrenzen zwischen Belgien, Deutschland und den Niederlanden; das Dreiländereck (niederl.: Drielandenpunt) liegt genau auf dem Gipfel. Der Berg liegt somit teilweise in Nordrhein-Westfalen, in der niederländischen Provinz Limburg und in Wallonien, wobei auch die Deutschsprachige Gemeinschaft Belgiens Anteil hat. 
Der Vaalserberg befindet sich etwa fünf Kilometer südwestlich der Aachener Innenstadt bzw. zwei Kilometer südlich von Aachen-Vaalserquartier und ebenso weit südlich von Vaals. Auf belgischer Seite liegen Kelmis und Gemmenich.

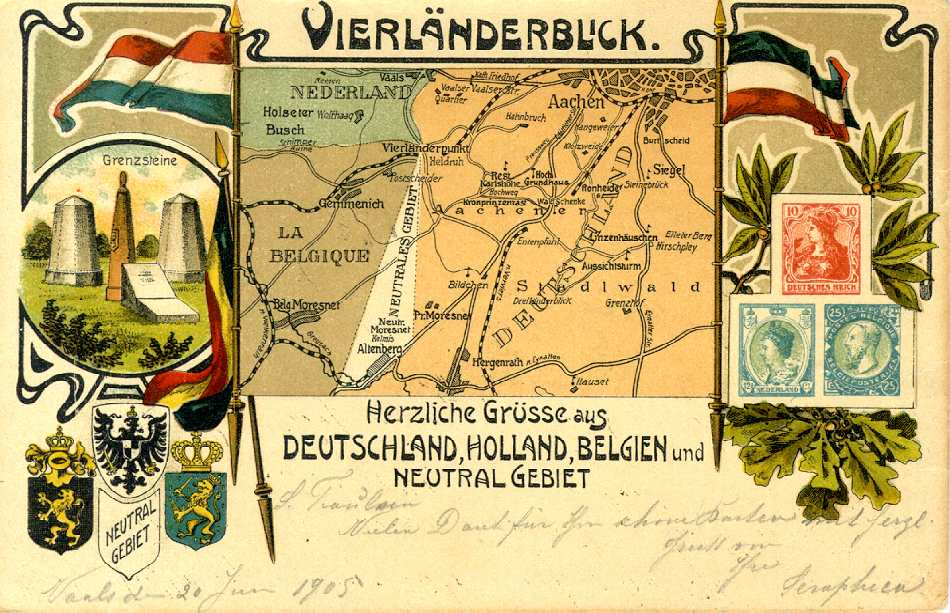
Postkarte von 1905 mit Vierländereck

## Geschichte
Über den Höhenrücken des Vaalserberges verlief bereits im späten Mittelalter von Süd nach Nord die mit dem Aachener Landgraben befestigte Grenze des ehemaligen Aachener Reiches.
Von 1839 bis 1919 war der Vaalserberg mit dem strittigen Gebiet Neutral-Moresnet als viertem Land sogar ein Vierländereck (Vierlandenpunt), woran der Name der Zufahrtsstraße auf der niederländischen Seite – Viergrenzenweg – noch erinnert. Während des Ersten Weltkrieges erstreckte sich von 1915 bis 1918 an der belgisch-niederländischen Grenze auf eine Länge von 300 Kilometern vom damaligen Vierländereck auf dem Vaalserberg bis zur belgischen Nordseeküste bei Knokke das Grenzhochspannungshindernis. An den deutschen Einmarsch im Jahr 1914 nach Belgien über Gemmenich nach Diksmuide, der mit viel Leid für die belgische Bevölkerung verbunden war, erinnert ein Mahnmal aus komprimiertem Kriegsmaterial an der Südspitze des Vaalserberges mit der Bezeichnung Via Dolorosa. Es wurde 2014 zum hundertsten Jahrestag des Einmarsches von einer gemeinnützigen Friedensinitiative aufgestellt, die 2011 von Frauen gegründet worden war. Deren Mitglieder marschierten Teile der Strecken ab und sammelten dabei Gelder für die Aufstellung der Gedenkskulpturen ein.
Rund 120 m südlich des Dreiländerecks verläuft der Gemmenicher Tunnel (in Belgien „Botzelaer Tunnel“ genannt), ein etwa 870 m langer, 1872 errichteter zweigleisiger Tunnel für den Schienengüterverkehr auf der Montzenroute in Nordost-Südwest-Richtung durch den Vaalserberg.
1928 wurde ein Grenzdenkmal an der deutsch-niederländisch-belgischen Grenze eingeweiht. Das Denkmal besteht aus drei Steinen, die früher an der Grenze standen. Bei der neuen Grenzziehung im Jahr 1926 wurden die drei Steine durch einen ersetzt. Die Gemeinde Vaals richtete daraufhin abseits von der Grenze die alten Steine als geschichtliche Sehenswürdigkeit wieder auf.
Der Berg hat seinen Status als höchster Berg der Niederlande am 10. Oktober 2010 verloren, als mit der Auflösung der Niederländischen Antillen die karibische Insel Saba mit dem 877 m hohen Vulkan Mount Scenery als „Besondere Gemeinde“ in die Niederlande eingegliedert wurde.

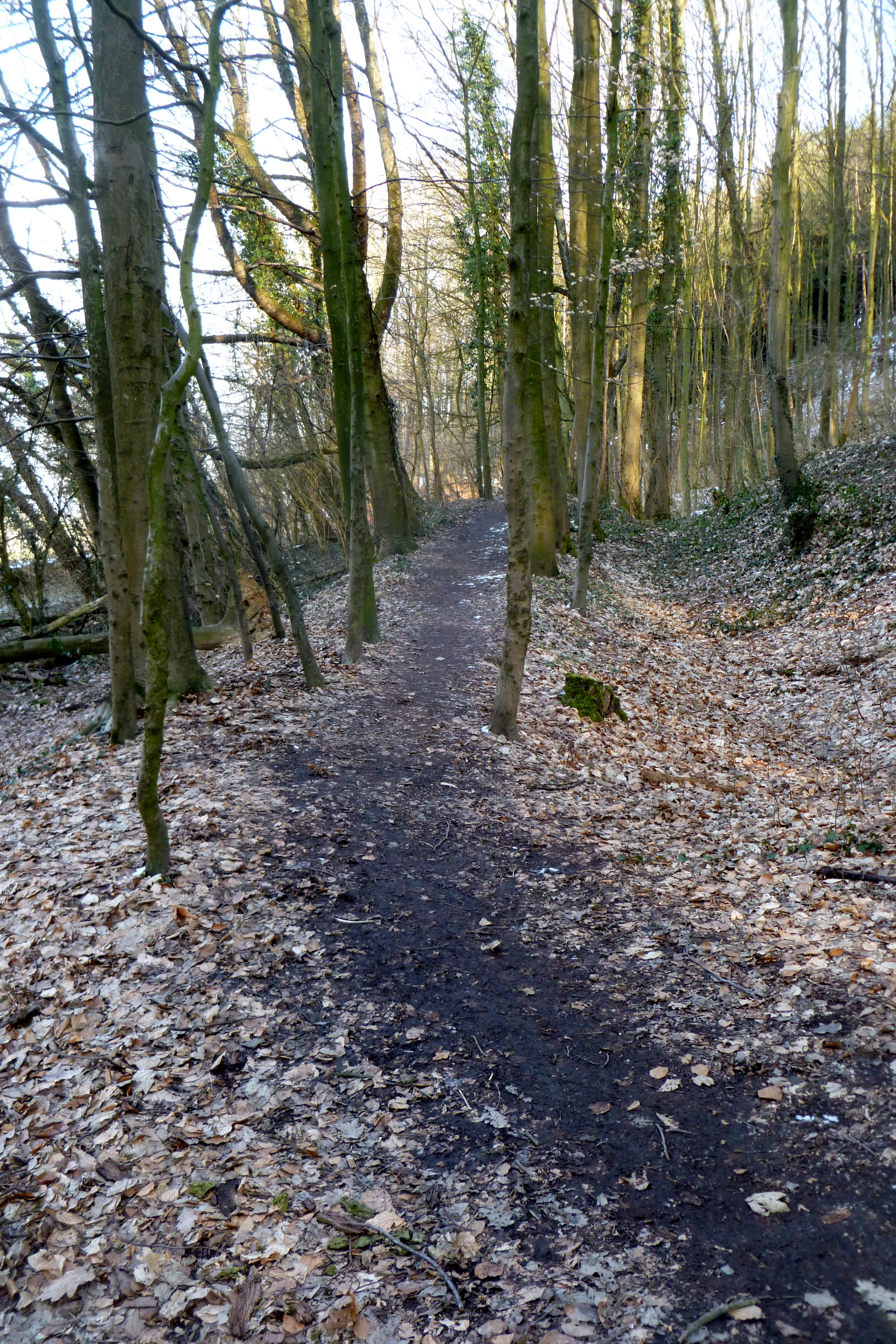
Aachener Landgraben
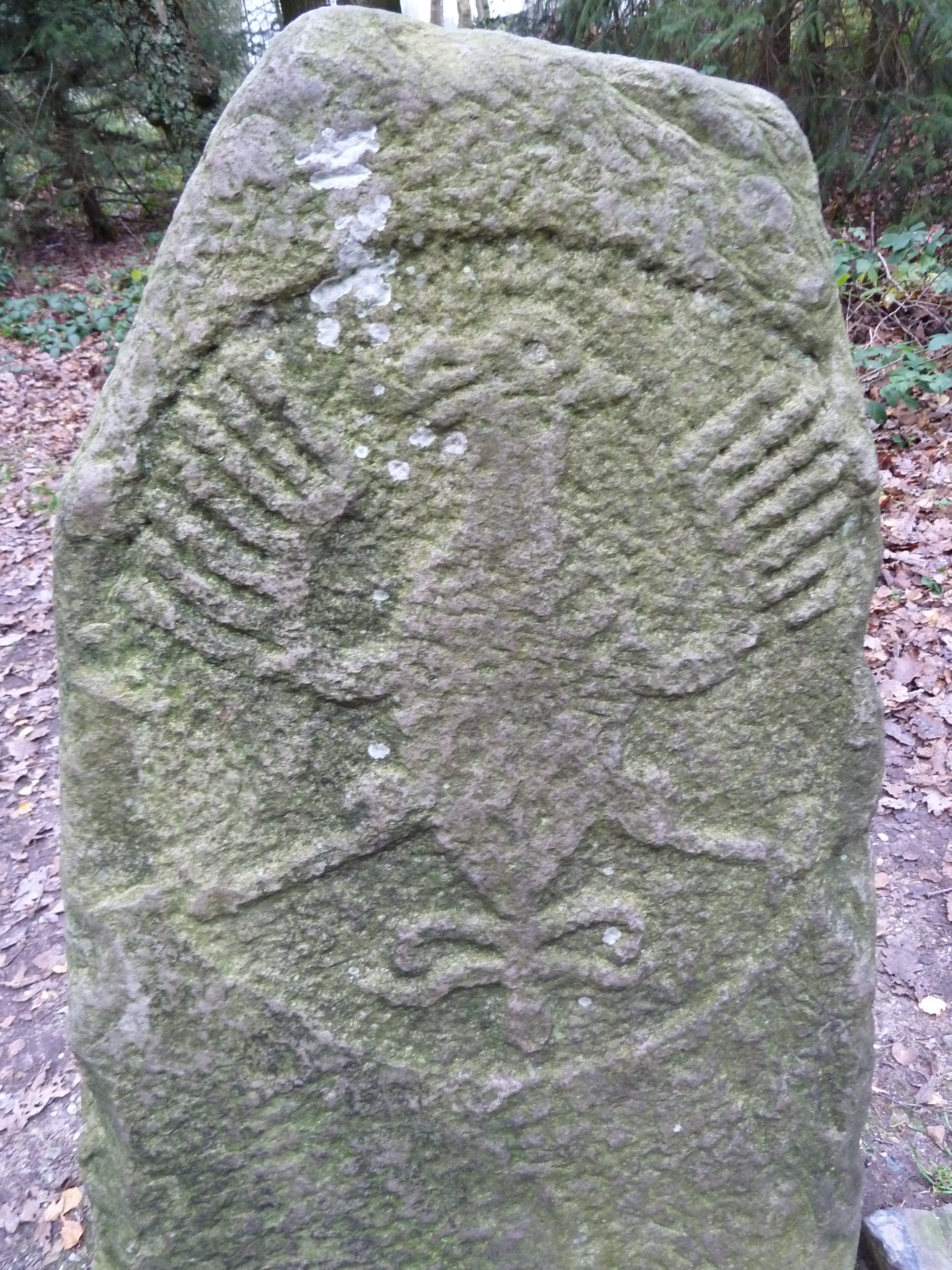
Aachener Adlerstein
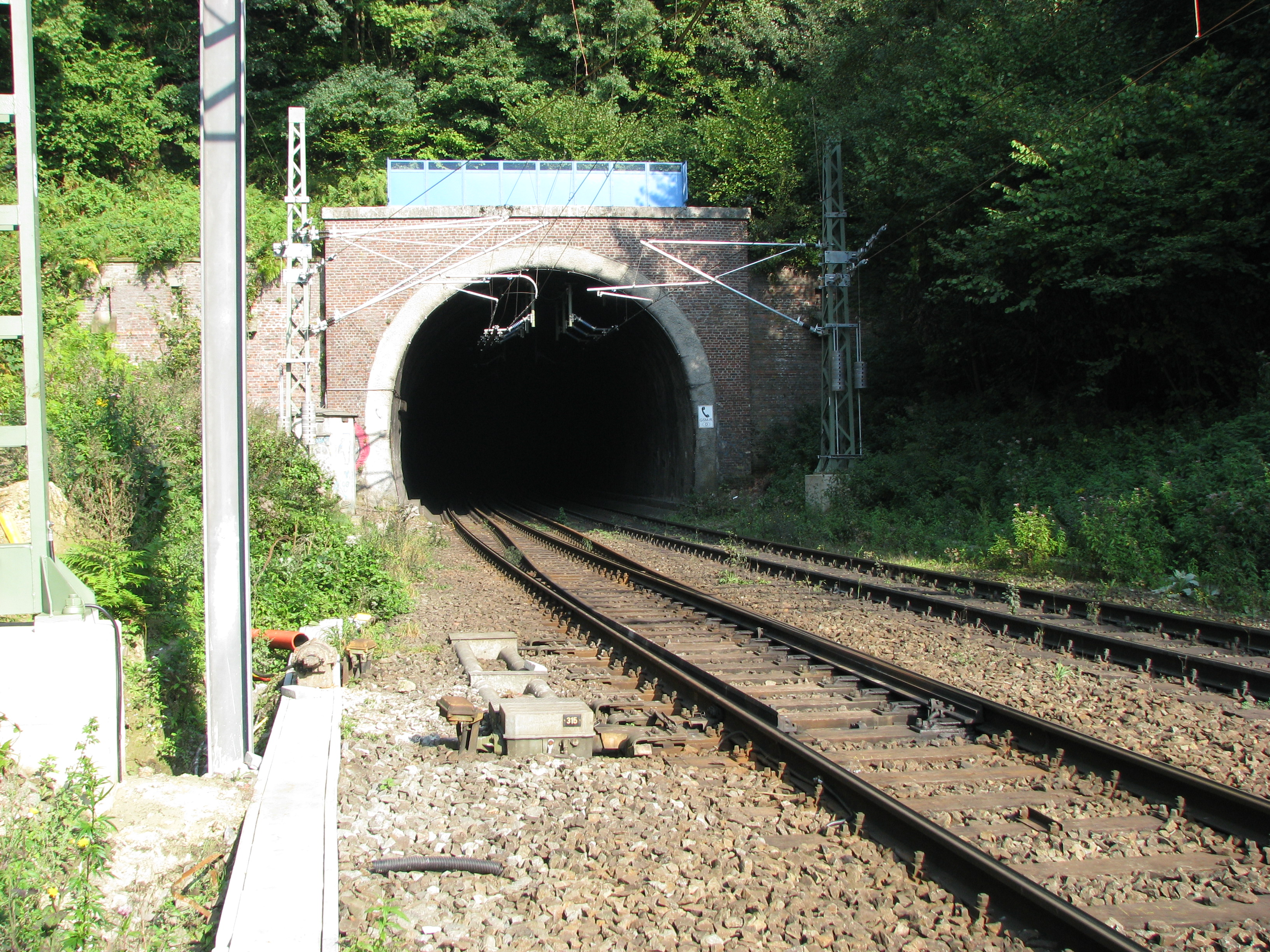
Gemmenicher Tunnel
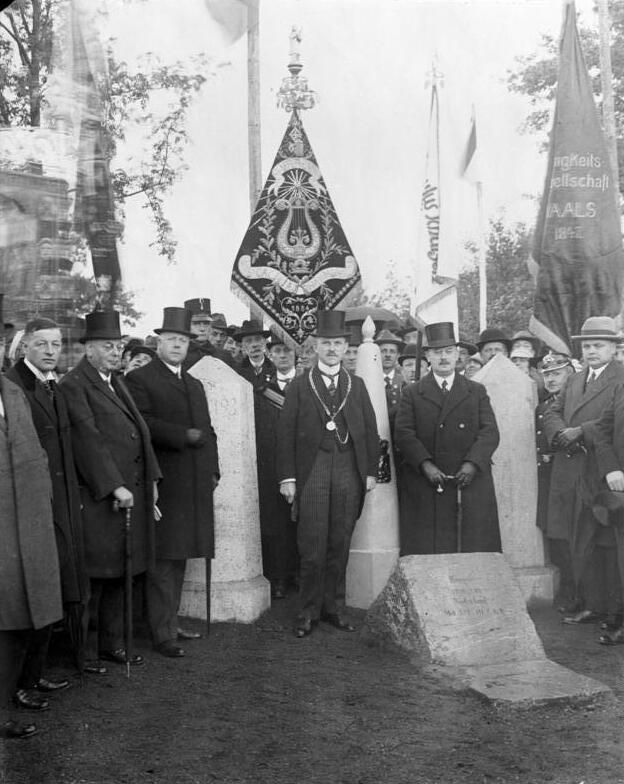
Grenzdenkmal (1928)
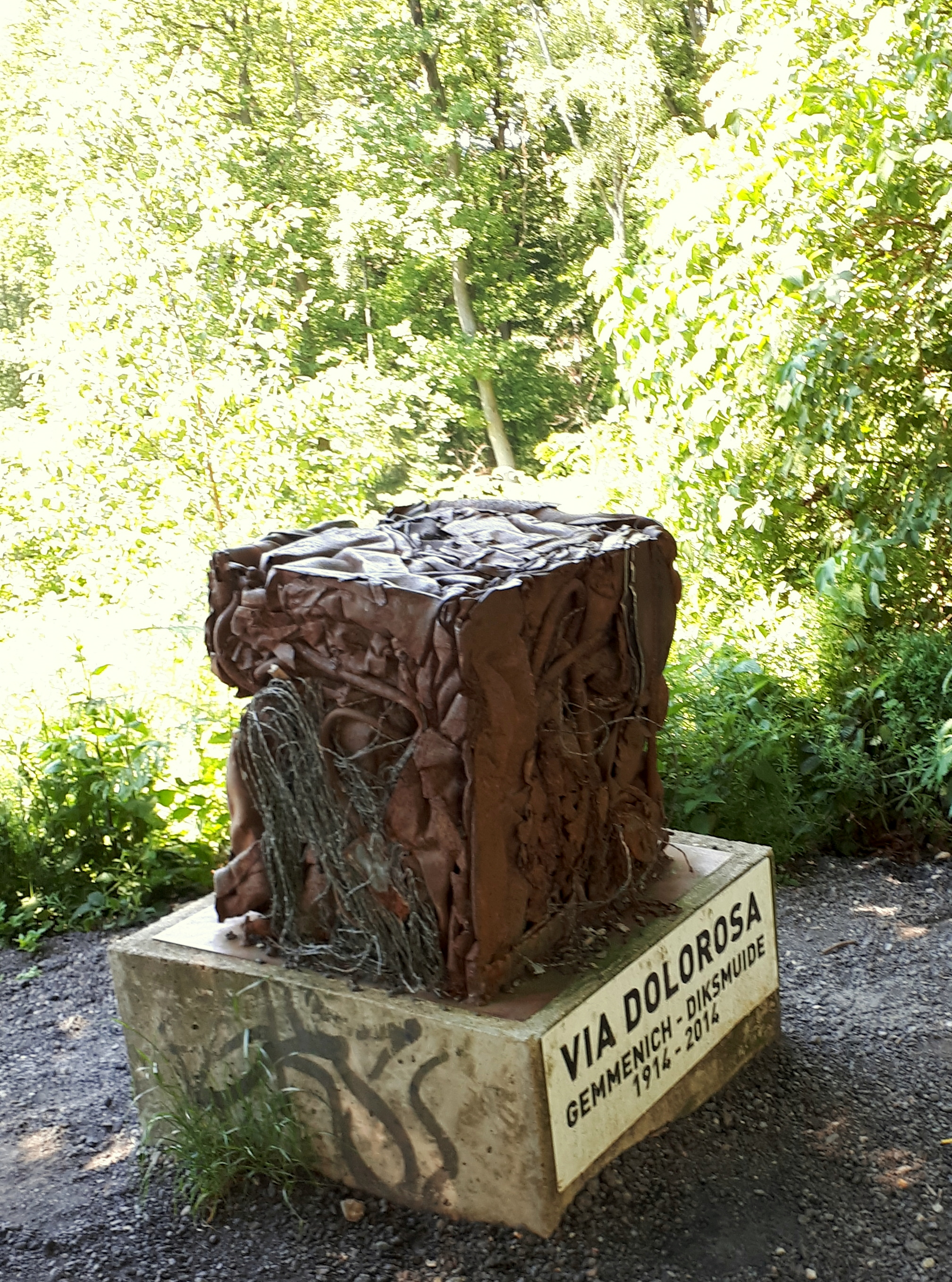
Mahnmal Via Dolorosa

## Tourismus Dreiländereck

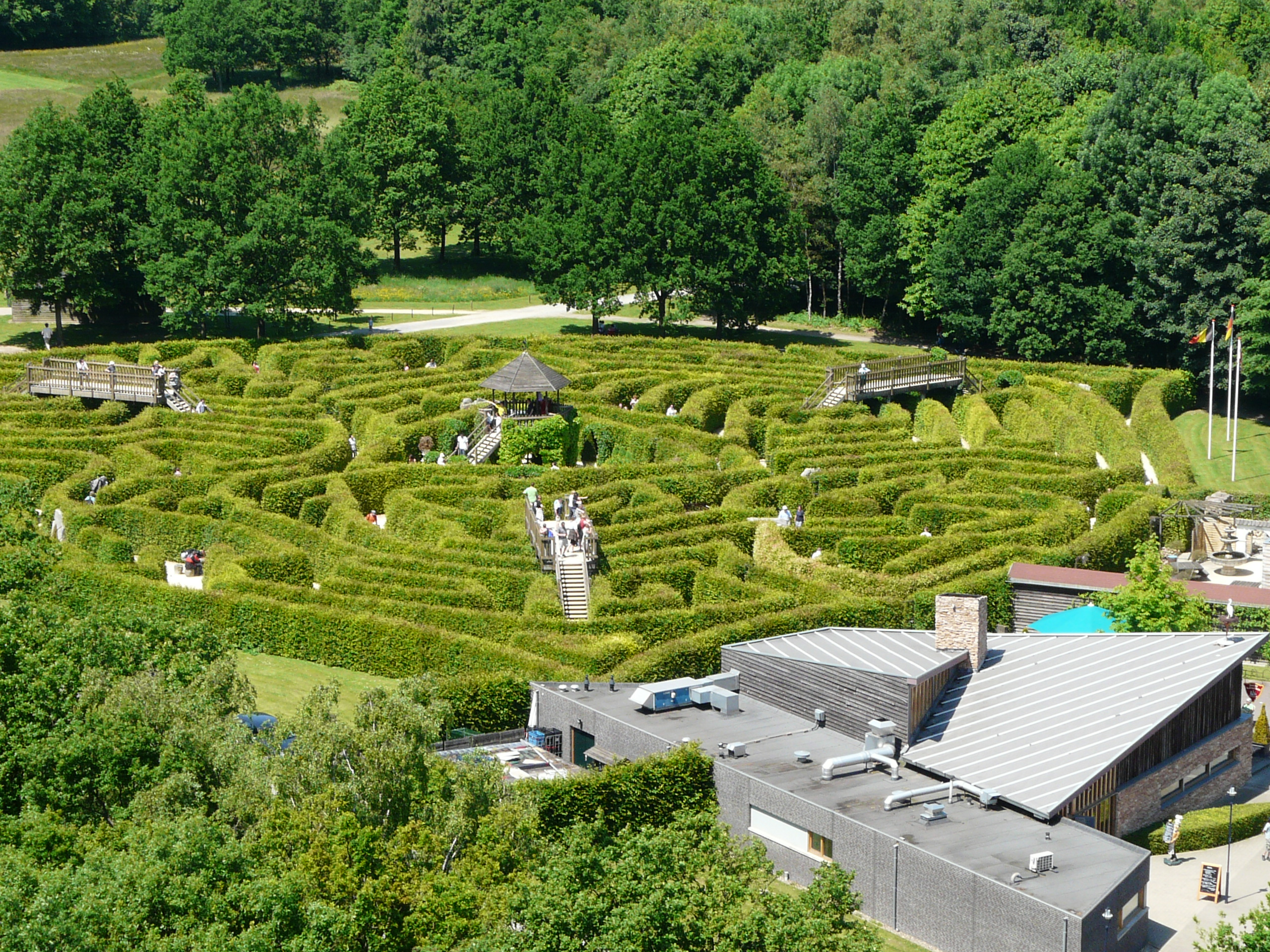
Dreiländereck-Labyrinth

Die Dreiländerecks-Kombination und die dortigen touristischen Einrichtungen haben den Vaalserberg zu einer sehr bekannten Touristenattraktion in den Niederlanden werden lassen.
Auf dem Berg steht der etwa 50 m hohe Baudouin-Turm (Tour Baudouin bzw. Koning Boudewijntoren), der nach dem belgischen König Balduin benannt wurde. Er befindet sich auf der belgischen Seite, 6 m neben der deutschen und 20 m neben der niederländischen Grenze. Von seiner Aussichtsplattform, die sowohl mit einem Aufzug als auch zu Fuß erreichbar ist, bietet sich ein Panorama der Umgebung mit
- Belgien über Gemmenich zum Hohen Venn und Herver Land sowie das ehemalige Neutral-Moresnet bei Kelmis und Plombières,
- Deutschland zwischen Eifel und Aachen,
- den Niederlanden zwischen Heerlen und Maastricht sowie das Mergelland.

Das Pendant auf niederländischer Seite ist der neu erbaute Wilhelmina-Turm mit Treppenaufgang. Hölzerne Treppen und ein Aufzug führen nach oben; die Spitze hat eine Höhe von 353,5 m über Amsterdamer Pegel. Vom „Skywalk“ hat man eine gute Aussicht, der Turm besitzt einen Ausleger mit verglastem Boden.
Zur touristischen Infrastruktur zählen mehrere Restaurants, Schnellimbisse, Fahrrad- und Wanderwege, Vergnügungspark, Kinderspielplatz sowie das so genannte „Dreiländereck-Labyrinth“, ein Hecken-Irrgarten mit zusätzlichen Türen und Wasserfontänen; Ziel ist es, das Zentrum zu finden, wofür der Besucher durchschnittlich ca. 45 Minuten braucht.

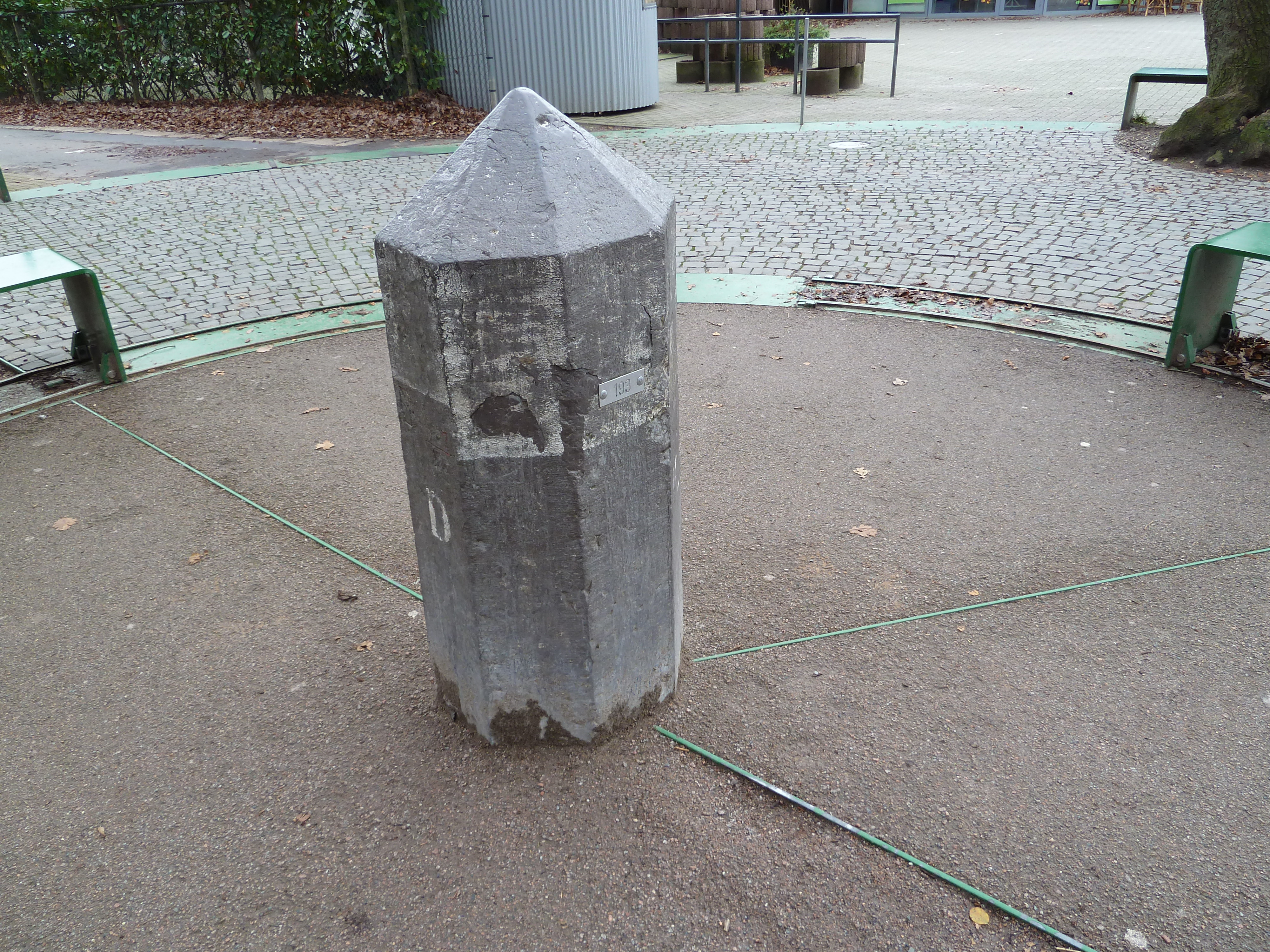
Dreiländer-Grenzstein
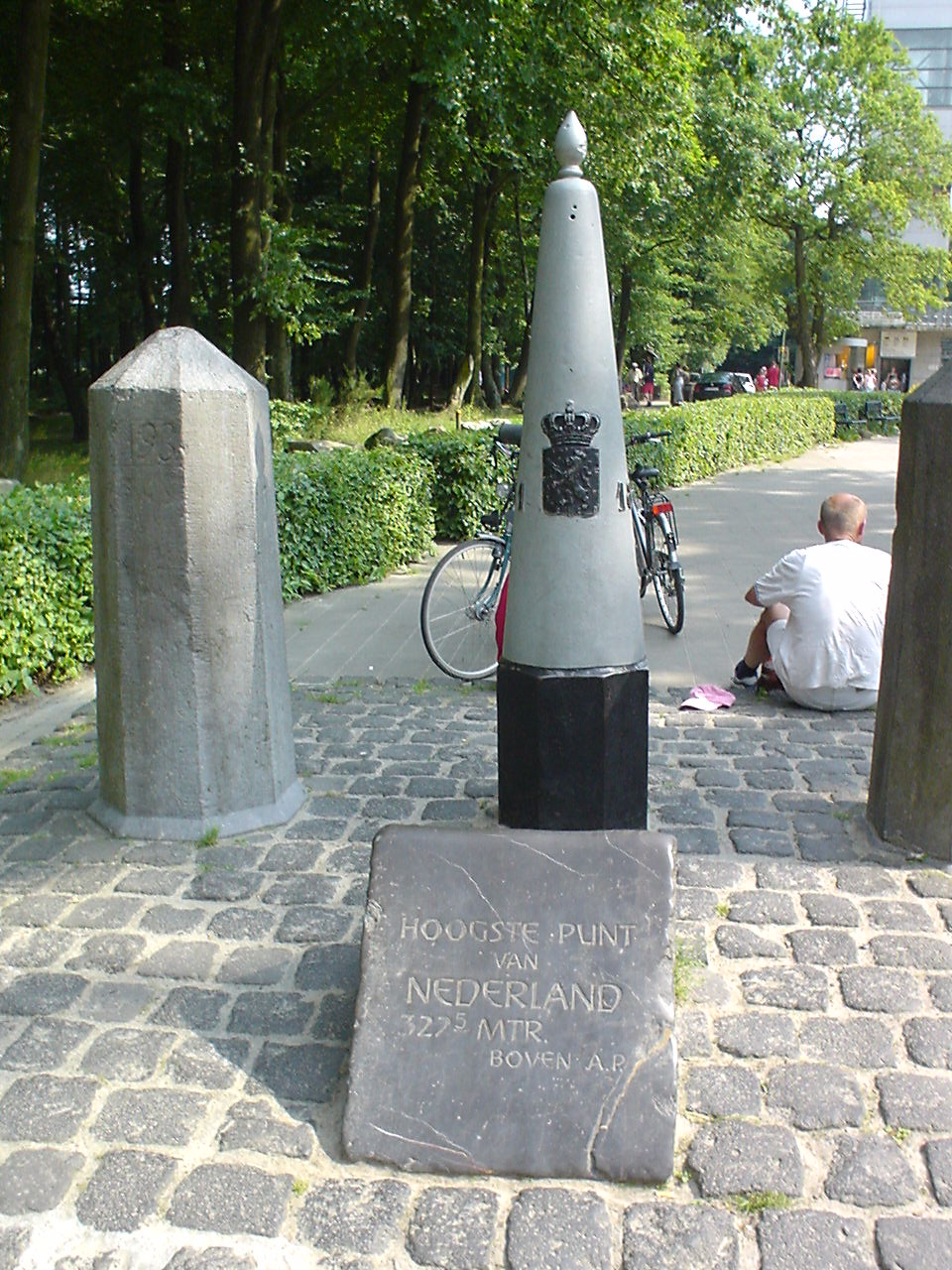
Höchster Punkt
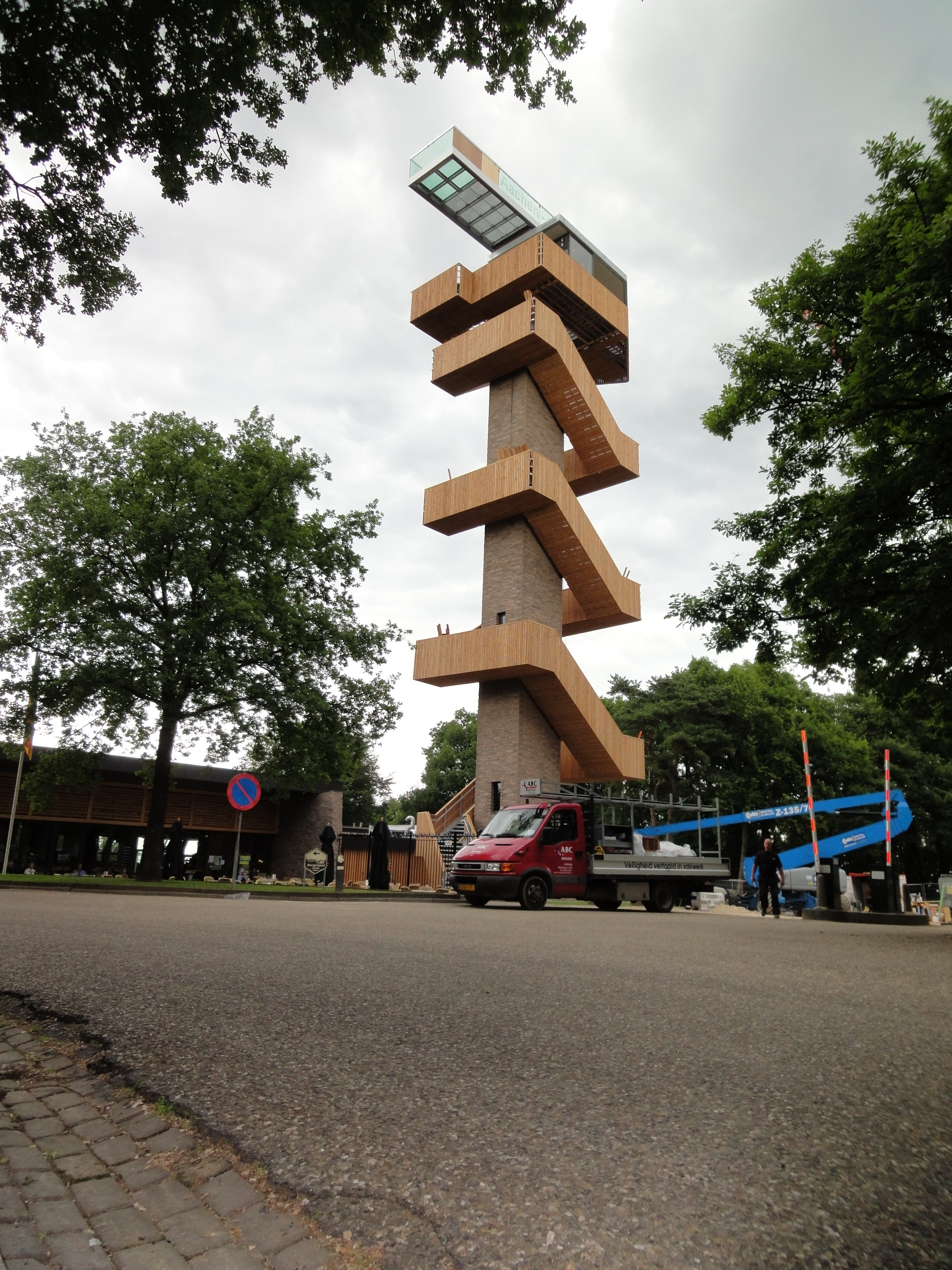
Neuer Wilhelmina-Turm
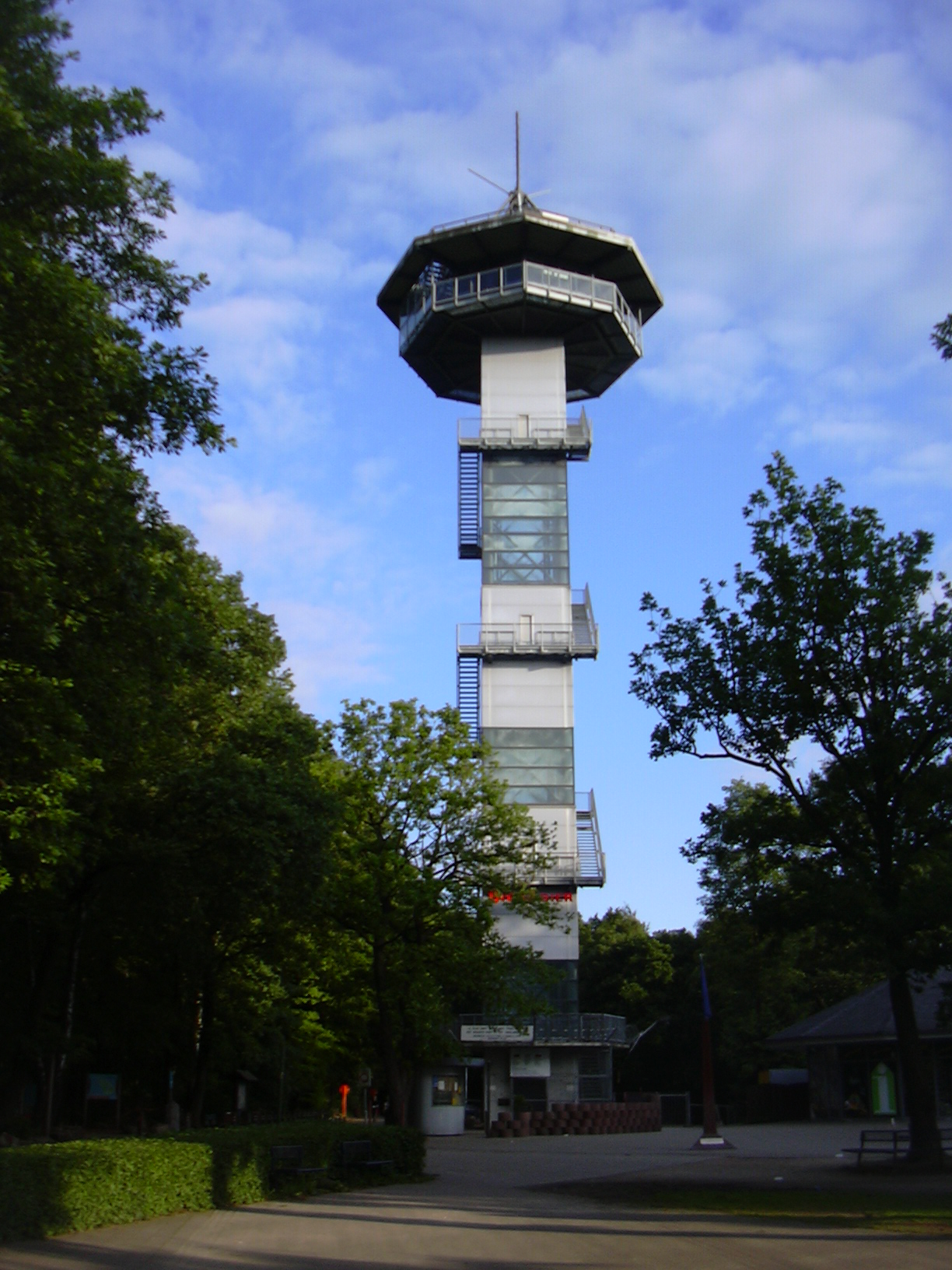
Baudouin-Turm